# Mapania africana
Mapania africana är en halvgräsart som beskrevs av Johann Otto Boeckeler. Mapania africana ingår i släktet Mapania och familjen halvgräs.

## Underarter
Arten delas in i följande underarter:
- M. a. africana
- M. a. filipes